# César Borges
César Augusto Rabello Borges, född 21 november 1948 i Salvador, Brasilien, är en brasiliansk politiker. Han var guvernör för delstaten Bahia 1999-2002 och senator för Bahia från 1 februari 2003 till 31 januari 2011. Han mellan den 2 april 2013 och den 26 juni Brasiliens transportminister.